# Suiza en los Juegos Olímpicos de Sídney 2000
Suiza estuvo representada en los Juegos Olímpicos de Sídney 2000 por un total de 102 deportistas que compitieron en 19 deportes.  
El portador de la bandera en la ceremonia de apertura fue el ciclista Thomas Frischknecht.

## Medallistas
El equipo olímpico suizo obtuvo las siguientes medallas:
| Nombre                                                                                                | Deporte             | Competición                    |
| --- | ------------------- | ------------------------------ |
| Oro                                                                                                   |                     |                                |
| Brigitte McMahon                                                                                      | Triatlón            | Individual F                   |
| Plata                                                                                                 |                     |                                |
| Barbara Blatter                                                                                       | Ciclismo de montaña | Campo a través F               |
| Gianna Hablützel-Bürki                                                                                | Esgrima             | Espada ind. F                  |
| Gianna Hablützel-Bürki Sophie Lamon Diana Romagnoli                                                   | Esgrima             | Espada por eqs. F              |
| Markus Fuchs (Tinka's Boy) Beat Mändli (Pozitano) Lesley McNaught (Dulf) Wilhelm Melliger (Calvaro V) | Hípica              | Saltos por eqs.                |
| Xeno Müller                                                                                           | Remo                | Scull ind. (M1x) M             |
| Michel Ansermet                                                                                       | Tiro                | Pistola rápida de fuego 25 m M |
| Bronce                                                                                                |                     |                                |
| Christoph Sauser                                                                                      | Ciclismo de montaña | Campo a través M               |
| Magali Messmer                                                                                        | Triatlón            | Individual F                   |